# ディキソン・W・リチャーズ
ディキソン・ウッドラフ・リチャーズ・ジュニア（Dickinson Woodruff Richards, Jr.、1895年10月30日 - 1973年2月23日）は、アメリカ合衆国の内科医、生理学者。心臓カテーテル法の開発と心臓病の研究によって、アンドレ・フレデリック・クルナン、ヴェルナー・フォルスマンとともに1956年度のノーベル生理学・医学賞を受賞した。

## 生涯
ニュージャージー州オレンジで生まれ、コネチカット州のホチキス高校を卒業、1913年にイェール大学に入学した。イェール大学では英語とギリシア語を学び、1917年に卒業した。1917年からアメリカ陸軍にも所属し、大砲の教官となった。1918年から19年にかけてはフランスでも大砲の専門家として働いた。
アメリカに帰国後はコロンビア大学に通い、1922年に修士号、1923年に医学博士号を取得した。その後1927年までニューヨークの病院で働き、イングランドに渡ってロンドンにある国立医学研究所のヘンリー・ハレット・デールの下で肝臓による循環の制御の研究を行った。
1928年に再びニューヨークの病院に戻り、ハーバード大学のローレンス・ヘンダーソンの下で肺と循環器系の生理学の研究を行った。彼はニューヨークの別の病院に勤めていたクルナンと知り合い、共同で肺の機能に関する研究を行った。彼らはまず、肺病患者の肺の機能を研究する方法について検討した。
彼らの次の研究課題は心臓へのカテーテル法の技術の開発だった。この技術を使えば、彼らは心臓病の心臓にショックを与えた時の様子を研究することができる。彼らは心臓病の治療薬の効果を測定し、慢性心臓病、肺病などの様々な症状や治療法を記述し、先天性心臓病の診断法を開発した。これらの研究によって、アンドレ・フレデリック・クルナン、ヴェルナー・フォルスマンとともに1956年度のノーベル生理学・医学賞を受賞した。
1945年、リチャードはクルナンと同じ病院に移り、1947年にコロンビア大学の医学部の教授になった。また同時にメルク社の顧問も務め、メルクマニュアルの編集にも携わった。彼は1961年に退官した。1970年ジョージ・M・コーバー・メダル受賞。
1973年にコネチカット州のレイクビルで死去した。